# Riu Palouse
El Palouse és un afluent del riu Snake que recorre 167 milles (269 km) pels estats de Washington i Idaho, al nord-oest dels Estats Units cap al sud-oest, principalment travessant la regió de Palouse, al sud-est de Washington. Forma part de la conca del riu Columbia, ja que el riu Snake és un afluent del Columbia.
El seu canyó fou excavat per una bifurcació durant les catastròfiques inundacions Missoula de l'anterior era glacial, que desbordà el Columbia Plateau i desembocà al riu Snake, erosionant el curs actual del riu en uns pocs milers d'anys.

## Recorregut

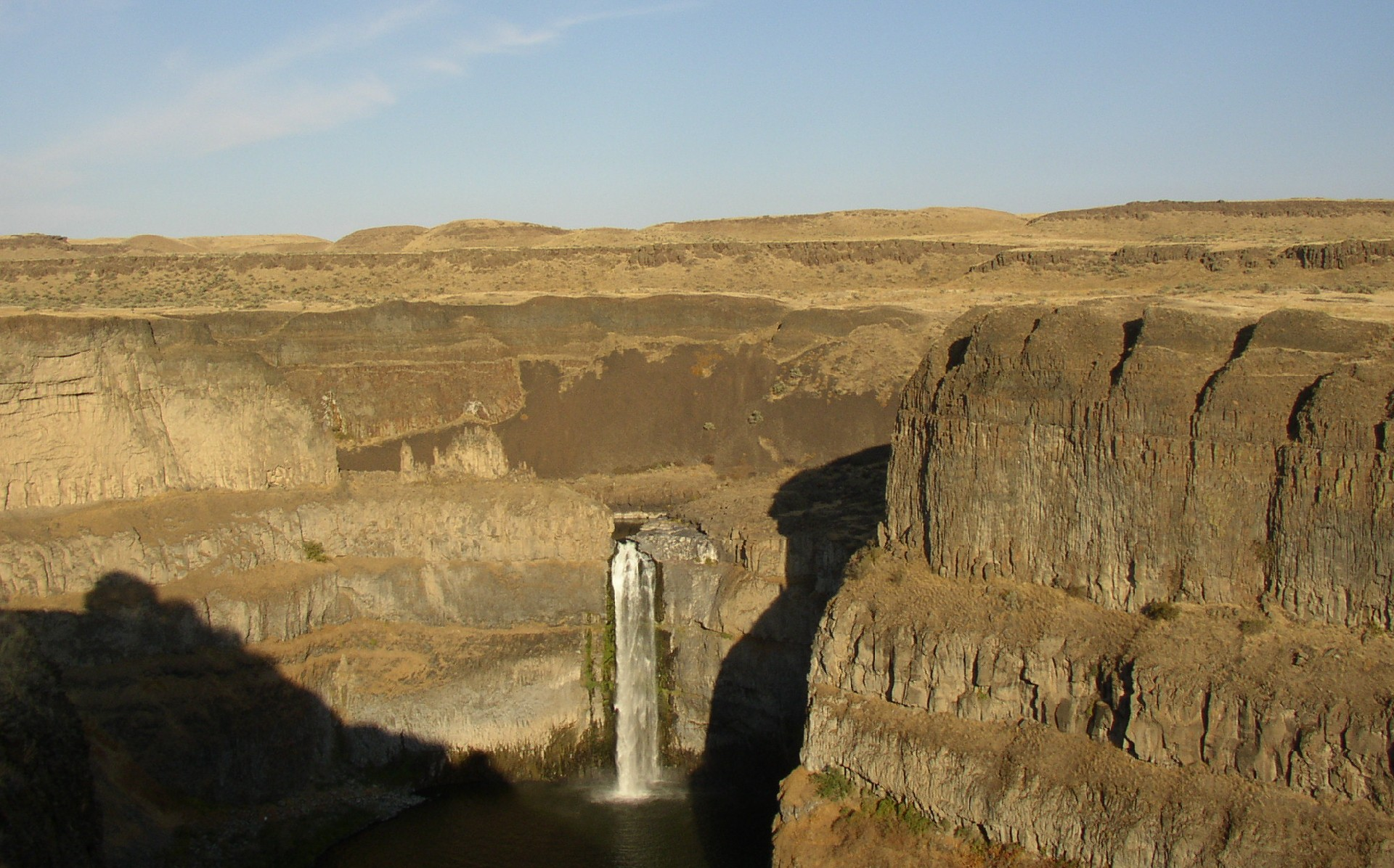
Palouse Falls el 2006

El riu Palouse discorre des del nord d'Idaho fins al sud-est de Washington travessant la regió de Palouse, que rep el nom del riu.

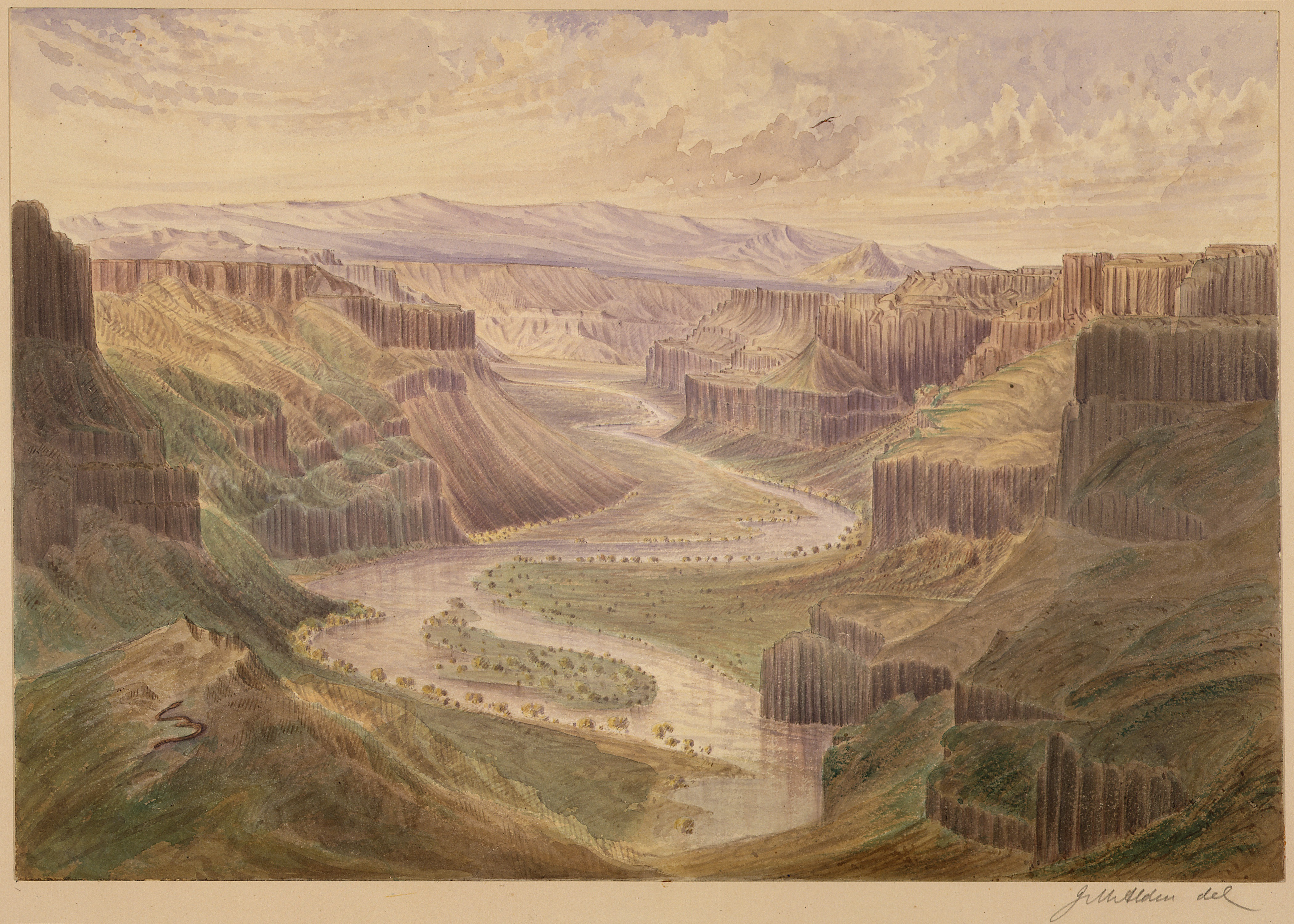
El riu Palouse en un dibuix del tram just després de Palouse Falls.

El riu neix a Idaho, al nord-est del comtat de Latah, a les muntanyes Hoodoo, al bosc nacional St. Joe. Davalla cap a l'oest, prop de l'autopista estatal 6, a mesura que s'acosta a la frontera estatal. A Washington, el riu passa pel comtat de Whitman fins a Palouse i després fins a Colfax, on es troba amb el seu braç sud (South Fork), que naix al vessant meridional de la Moscow Mountain de Palouse Range, va cap al sud de Moscow i a l'oest fins a Pullman. Paradise Creek discorre paral·lel al South Fork, travessant Moscow fins a Pullman, "recentment" acompanyat pel Bill Chipman Palouse Trail i la ruta estatal 270.

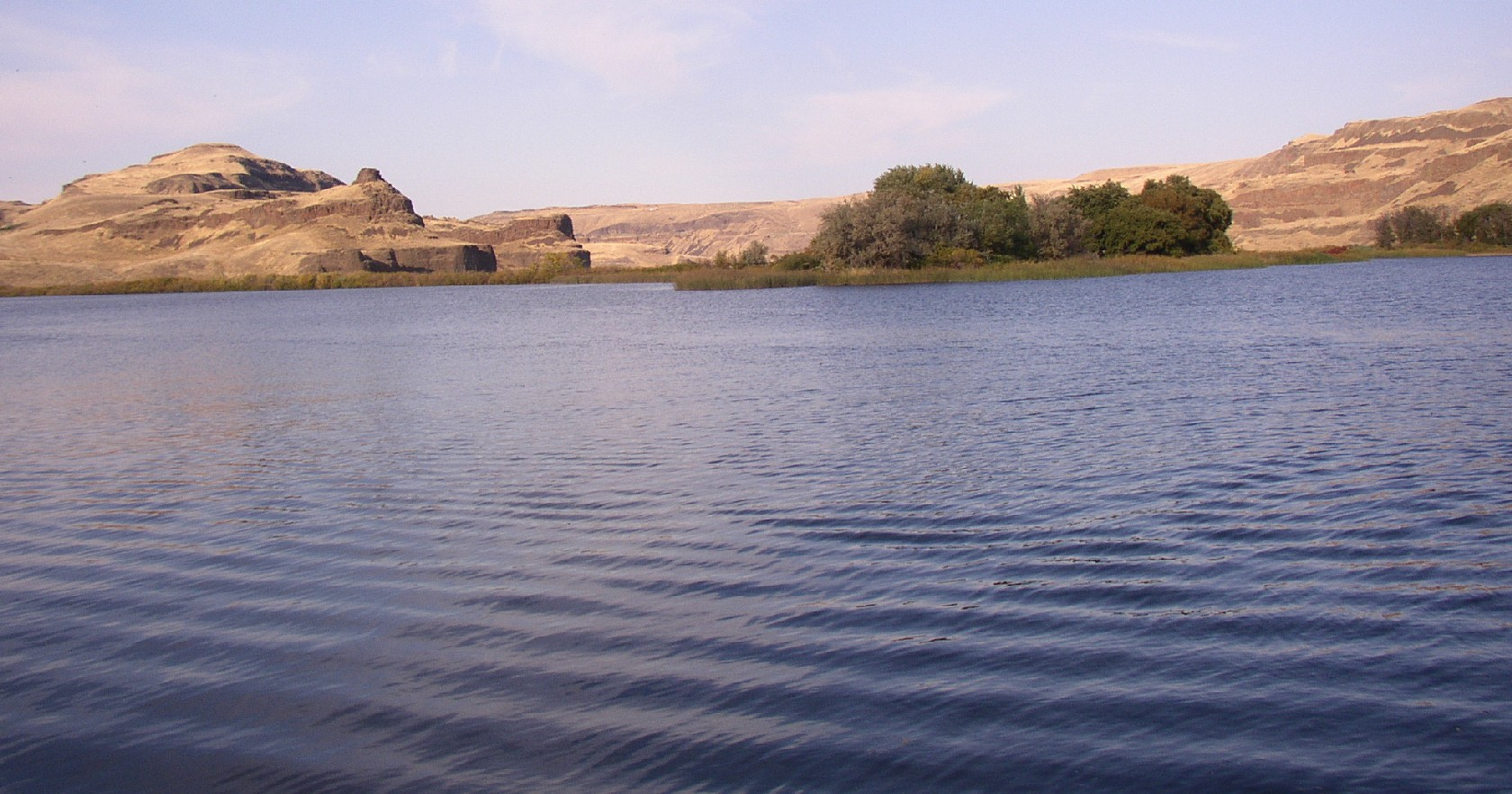
El riu Palouse entrant al Snake al Lyon's Ferry, prop de Starbuck, mirant cap al nord el 2006

Passat Colfax el riu serpenteja cap a l'oest i desemboca al curs baix del riu Snake, al sud-oest de Hooper, però no abans de caure 200 peus (60 m) per Palouse Falls. El Palouse desemboca al riu Snake per sota de la presa Little Goose i per sobre de la presa Lower Monumental.

## Hidrologia
La conca del Palouse abasta 3,303 milles quadrades (8,550 km2). El seu cabal mitjà anual, mesurat a l'estació d'aforament USGS 13351000 a Hooper (a la milla fluvial 19,6), és de 599 peus cúbics per segon (17 m3/s) amb un cabal màxim diari registrat de 27,800 cu ft/s (787 m3/s)  i un cabal mínim zero.

## Orografia
Les inundacions Missoula que assolaren repetidament l'est de Washington i el Columbia Plateau durant el plistocè van esculpir el canyó del riu Palouse, que que, en alguns punts, té una fondària de 1,000 peus (300 m)
El riu ancestral Palouse passava pel Washtucna Coulee, ara sec, directament al Columbia. El canyó actual es va crear quan les inundacions de Missoula van desbordar la divisòria nord del riu ancestral Palouse, desviant-lo cap al curs actual cap al riu Snake erosionant un nou canyó més profund.
La zona es caracteritza per canals interconnectats i penjants creats per inundacions, sallents, basses d'aigua, sots creats per kolks, bancs de roca, buttes i pinacles típics dels Channeled Scablands.